# Andrey Neyman
Andrey Neyman, auch Andrey Neymann (* 16. Mai 1982 in Krasnojarsk) ist ein deutscher Schauspieler, Regie - und Produktionsassistent.
Neyman wurde in Russland geboren, wuchs aber in Deutschland auf. In der Abschlussklasse 03 spielte er den Filmer Jacob Kronberg. Diese Rolle spielte er auch in der Serie Freunde mit einer Unterbrechung bis zum Serienende. 
Schon 2004 betätigte er sich in der Crew von Kurzfilmen. So war er Regieassistent für den Film Dreiläufer und Aufnahmeleiter für den Kurzfilm Jack Black und Scout24 Deutschland.
Ebenso ist Neyman als Produktionsassistent tätig, zum Beispiel für den Kurzfilm Leise Krieger.